# Appalachignathus
Genre
Espèces de rang inférieur
Appalachignathus est un genre fossile de conodontes.
Le genre a été décrit par Stig Bergström et co-auteurs en 1974. Ils ont décrit des fossiles de conodontes multi-éléments, qu'ils ont trouvé dans des terrains de l'Ordovicien moyen en Amérique du Nord.

## Liste d'espèces
Selon Paleobiology Database (30 mai 2022), plus aucune espèce n'est rattachée à ce genre.